# Alter Ego (Prince Royce)
Alter Ego è il sesto album in studio del cantante statunitense Prince Royce, pubblicato nel 2020.

## Tracce
Alter Ego – Genesis
1. Carita de Inocente – 3:11 (Geoffrey Royce, D’Lesly Lora, Yonathan Then)
2. Si Supieras – 3:58 (Rojas, Lora, Then, Ronald López)
3. Señorita Por Favor – 3:42 (Rojas, Lora, López, Shanelli Rojas, Salim Asencio)
4. Dec. 21 – 3:32 (Rojas, Lora, Then, López, Edward David)
5. Es Muy Tarde – 3:35 (Rojas, Lora, Rojas, Lincoln Castañeda)
6. Lotería – 3:36 (Rojas, Lora, Then, López)
7. Me Robaste La Vida – 3:28 (Rojas, Lora, Then, Pamel Mancebo Martínez)
8. Contra La Pared – 3:53 (Rojas, Lora, Daniel Santacruz)
9. Morir Solo – 4:02 (Rojas, Lora, Then)
10. Pull Up (feat DaniLeigh) – 3:32 (Rojas, Randy Class, Jean Rodríguez, Dr. Anonymous, Brandon Curiel, Andrew Oliver, DaniLeigh)
11. Adicto (feat Marc Anthony) – 3:30 (Rojas, Lora, Marc Anthony, Oscar Hernández, Patrick Ingunza, Jorge Luis Chacín)
12. Adicto (Versión salsa) – 3:51 (Rojas, Lora, Anthony, Hernández, Ingunza, Chacín)

Alter Ego – Enigma
1. Cita – 3:36 (Rojas, Andy Clay, Yei Gonzalez, Timbaland, Stephen Garret, Raico Silva, Jessee Suárez, Ernesto Álvarez, Ginuwine,)
2. Besos Mojados – 3:05 (Rojas, Clay, Kevin ADG, Chan El Genio, Ily Wonder)
3. Una Aventura (feat Wisin & Yandel) – 3:51 (Rojas, Weezy Kingz, Xavier Semper, DJ Luian, Henry Pulman, Elvin Peña, Wisin & Yandel)
4. Yo Te Soñé – 3:47 (Rojas, Ricardo Jiménez, Jaime Ortiz, David Alvarez)
5. Luna Negra – 2:56 (Rojas, Lora, Then, Asencio)
6. Fill Me In – 3:23 (Mark Hill, Craig David)
7. Trampa (feat Zion & Lennox) – 3:29 (Rojas, Lora, Gabriel Pizarro, Félix Ortiz, Reggi “El Auténtico”, Rene Da Silva)
8. Really Real – 3:07 (Rojas, J. Rodríguez, Vinylz)
9. Cúrame (feat Manuel Turizo) – 3:22 (Rojas, Hydro, Weezy Kingz, Juan Medina Vélez, Xavier Semper, DJ Luian, Manuel Turizo, Jowny Boom Boom, Julian Turizo, Henry Pulman, Francis Diaz, Elvin Peña)
10. El Clavo – 2:53 (Rojas, Shanelli Rojas, Luigi Castillo, Edgar Barrera, Camilo, Alejandro Montaner)
11. El Clavo (Remix) (feat Maluma) – 2:52 (Rojas, Rojas, Castillo, Barrera, Camilo, Montaner)